# ブラック・ダリア事件
ブラック・ダリア事件（ブラック・ダリアじけん、英語: Black Dahlia Murder）とは、1947年にアメリカ合衆国で発生した殺人事件である。
エリザベス・ショート（英: Elizabeth Short、1924年7月29日 - 1947年1月14日または15日）という女性がカリフォルニア州ロサンゼルス近辺のレイマート・パークで遺体となって発見された。ショートの遺体は腰の部分で両断されるという痛ましい状態だった。この惨状から事件は非常に話題となり、ショートは死後に「ブラック・ダリア」という呼び名で知られるようになった。
ショートはボストン出身で、幼少の頃はマサチューセッツ州メドフォードやフロリダに住んでいた。後に父の住むカリフォルニアへ転居した。一般にショートは女優志望だったことが知られているが、ロサンゼルスで過ごしていた間に何らかの女優の仕事をしていたかは不明である。ショートは死後、「ブラック・ダリア」というニックネームで呼ばれるようになるが、これは当時の新聞は特に陰惨な犯罪にしばしばニックネームを付けていたためである。ニックネームは記者がカリフォルニア州ロングビーチの薬局の店主から聞いた話に由来するらしく、薬局の男性客がショートのことをそのようなニックネームで呼んでいたという。1946年4月に公開されたヴェロニカ・レイクとアラン・ラッドが主演のフィルム・ノワールThe Blue Dahlia（邦題：『青い戦慄』）のもじりであると考えられる。1947年1月15日にショートの遺体が発見されてから、ロサンゼルス市警察は大規模な捜査を開始した。被疑者は150人以上いたが、誰も逮捕することはなかった。
事件そのものや事件にまつわる様々なことが長く人々の注目を惹き付け、様々な説が生まれている。数多くの書籍や映画がショートの生涯と死を元としている。ショート殺害事件はアメリカの歴史上、最も有名な未解決殺人事件の一つであり、ロサンゼルス郡で最も昔に起こった未解決事件の一つでもあることから、頻繁に引き合いに出される。歴史家からは、第二次世界大戦後のアメリカで国中の関心を集めた最初の主要な犯罪の一つとして評されている。

## ショートの生涯

### 幼少期
エリザベス・ショートはマサチューセッツ州ボストンの一区画であるハイド・パークで、クレオ・ショート（英: Cleo Short）とフィービ・メイ・ショート（英: Phoebe May Short、旧姓ソーヤー、英: Sawyer）の5人中3番目の娘として生まれた。1927年頃、ショート一家はメイン州ポートランドへ転居し、同年にボストン近郊のマサチューセッツ州メドフォードに落ち着いた。この場所でショートは育ち、生涯のほとんどを過ごした。ショートの父はパターゴルフのコースの造成を行っていたが、1929年のウォール街大暴落で貯蓄のほとんどを失い、一家は破産した。1930年、父の自動車がチャールズタウン橋で乗り捨てられているのが発見された。父はチャールズ川へ飛び込んで自殺を図ったと推測された。母は夫が死亡したと信じ、5人の娘とともにメドフォードの小さなアパートへ転居して、娘を養うために簿記の仕事を始めた。
ショートは気管支炎や重度の気管支喘息の発作を患い、15歳で肺の手術を受けた。その後、呼吸器の問題の悪化を防ぐため、冬季は気候の穏やかな場所に転居することを医師から提案された。それから、ショートの母は冬の間はショートをフロリダ州マイアミに送り届け、家族ぐるみの友人とともにその地で過ごすようにさせた。その後の3年間、ショートは冬季をマイアミで過ごし、それ以外の季節を母や姉妹とともにメドフォードで暮らした。ショートは2年生のときにメドフォード・ハイスクールを中退した。

### カリフォルニアへの転居

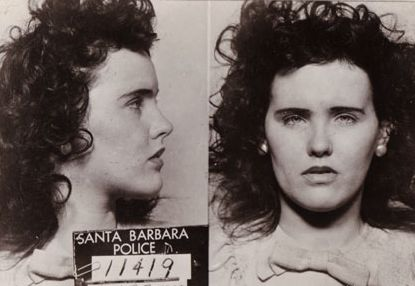
1943年に未成年飲酒で検挙されたときのショートの写真

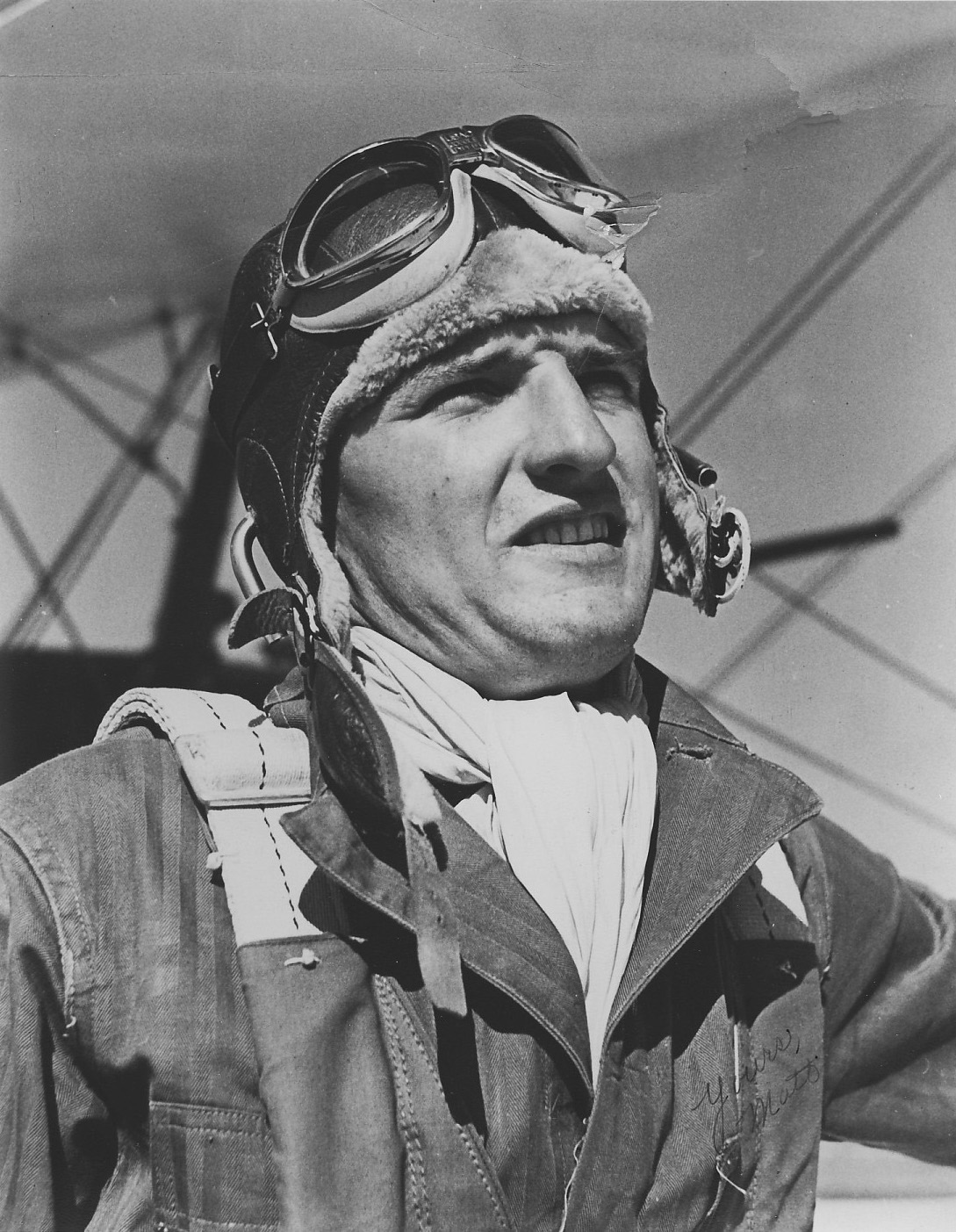
マシュー・マイケル・ゴードン・ジュニア少佐

1942年後半、ショートの母は死亡したと思われていた夫から謝罪の手紙を受け取った。手紙には、夫は実は生きており、カリフォルニアで新しい生活を始めたと記されていた。1942年12月、つまり18歳のとき、ショートは6歳のときから会っていなかった父と一緒に暮らすため、ヴァレーホへ転居した。当時、父はサンフランシスコ湾のメア・アイランド海軍造船所の近くで働いていた。しかし、ショートと父との間で口論が起こり、1943年1月にショートは父の元を立ち去った。それから間もなく、ショートはロンポクの近くのキャンプ・クーク（現在のヴァンデンバーグ空軍基地）の酒保で仕事を見つけ、数名の友人と一緒に暮らした。短い間、陸軍航空軍の下士官と一緒に暮らしたこともあったが、その人物はショートを虐待していたと言われている。1943年中頃にショートはロンポックを離れてサンタバーバラへ転居した。その地では、1943年9月23日に地元の酒場で未成年飲酒で逮捕されている。ショートは少年犯罪ということで当局によりメドフォードへ送還されたが、結局フロリダへ戻った。マサチューセッツへはときどき来るだけだった。
ショートはフロリダにいる間、マシュー・マイケル・ゴードン・ジュニア（英: Matthew Michael Gordon, Jr.）少佐に出会った。ゴードンは第2航空遊撃隊の陸軍航空軍将校であり、叙勲を受けている。第二次世界大戦の中国・ビルマ・インド戦域への配置に向けた訓練を受けていた。ショートは友人に、ゴードンがインドでの飛行機の墜落の負傷で療養している間に結婚を申し込む手紙を送ってきたと語った。ショートはゴードンの求婚を受け入れたが、ゴードンは1945年8月10日の2度目の墜落で死亡した。それから1週間足らずで日本が降伏して戦争は終わった。
ショートは1946年7月にロサンゼルスへ転居し、陸軍航空軍のジョセフ・ゴードン・フィックリング（英: Joseph Gordon Fickling）中尉の元を訪れた。フィックリングとはフロリダで知り合っていた。フィックリングはロングビーチにある海軍予備航空基地に配属されていた。ショートは人生の最期の6ヶ月を南カリフォルニアで過ごし、そのほとんどをロサンゼルス地域で過ごした。死の直前、ショートはウェイトレスとして働いており、ハリウッド大通りにあるフロレンティン・ガーデンズ・ナイトクラブの裏の部屋を借りていた。ショートは女優志願者、もしくは「えせ」女優として様々に描写されている。いくつかの情報源によれば、ショートには本当に映画スターになるという大望があったと描写されているが、女優の仕事をしていたかは不明である。

## 殺人事件

### 殺人事件発生前
1947年1月9日、ショートはサンディエゴへの短い旅行の後にロサンゼルスの自宅へ戻った。旅行には、ショートが交際していた25歳の既婚者のセールスマンのロバート・M・"レッド"・マンリー（英: Robert M. "Red" Manley）と一緒だった。マンリーによれば、マンリーはダウンタウンのサウス・グランド・アベニュー506番地にあるビルトモア・ホテルでショートを車から降ろし、ショートはその日の午後にボストンから来ていた姉妹に会いに行ったという。一部の記述によれば、ビルトモア・ホテルの従業員が、ショートがロビーの電話を使っていたのを目撃したという。それから間もなく、ビルトモア・ホテルから約800メートル離れたところにある、サウス・オリーブ・ストリート754番地のクラウン・グリル・コックテール・ラウンジの常連客がショートを目撃したと言われている。

### 遺体の発見
1947年1月15日の朝、ロサンゼルスのレイマート・パークのコリシアム・ストリートとウェスト39番ストリートの中間にある、サウス・ノートン・アベニューの西側の空地で、2つに切断されたショートの半裸の遺体が発見された。当時、近隣はほとんどが未開発だった。午前10時頃、3歳の娘と一緒に歩いていた地元の住民のベティ・バーシンガー（英: Betty Bersinger）が遺体を発見した。バーシンガーは最初、マネキンが投棄されていると思った。それが死体だと気付くと、近隣の家へ駆け込んで警察へ通報した。
ショートの遺体は腰の部分で完全に切断されており、血液が全て抜かれていた。肌は青ざめた白色になっていた。監察医は、ショートは遺体として発見される約10時間前に死亡したと断定し、死亡時刻は1月14日の夜または1月15日の早朝とした。遺体は明らかに洗い清められていた。また、口角から耳までが切り裂かれ、いわゆる「グラスゴー・スマイル」になっていた。腿や胸にも数箇所に切られた傷が見られ、その部分の肉は全体的に薄くスライスされていた。遺体の下半身は上半身から足が遠くなる向きで置かれ、腸は臀部の下に完全に押し込まれていた。遺体は両手が頭の上に置かれ、両肘が直角に曲げられ、両脚は広げられていた。
遺体が発見されてすぐに、通りすがりの人や記者たちが集まり始めた。ロサンゼルス・ヘラルド・エクスプレスの記者のアギー・アンダーウッド（英: Aggie Underwood）も現場に最初に到着した人々の中にいた。アンダーウッドは遺体や犯罪現場の写真を数枚撮影した。遺体のそばでは、刑事がタイヤ痕の中にヒールの足跡を発見した。水が混じった血液の入ったセメント袋も近くで見つかった。

### 検死と身元特定
ショートの遺体の検死は1947年1月16日に実施され、ロサンゼルス郡の検視官のフレデリック・ニューバー（英: Frederick Newbarr）が担当した。検死報告書には、ショートは身長165センチメートル、体重52キログラム、目は明青色、髪は茶色、歯はひどい虫歯と記されていた。足首や手首、首に結紮の痕跡があり、右の乳房は裂傷により体表の組織が失われていた。右の前腕や左の上腕、胸の左下側でも体表が切り裂かれていた。

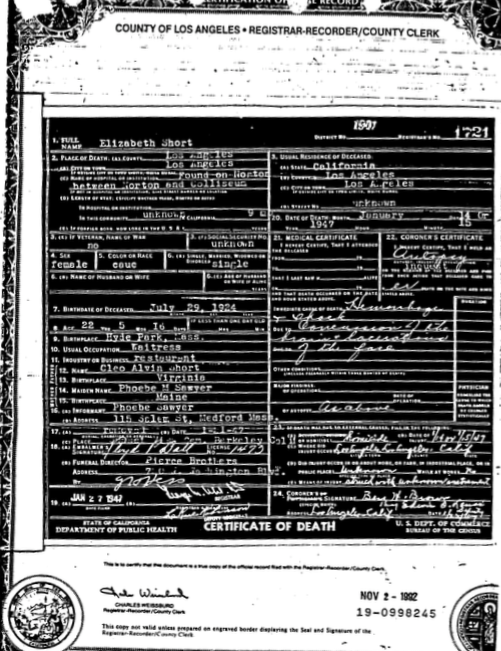
ショートの公式の死亡証明書（1947年、ロサンゼルス郡）

遺体は完全に真っ二つに切断されていた。切断に用いられた技術は、1930年代に教えられていた"hemicorporectomy"と呼ばれる手法だった。2番目と3番目の腰椎の間を横に切開することで下半身と上半身が分断されていた。つまりは十二指腸の部分で切断されていたということである。切開した線に沿って非常に小さな斑状出血（打撲傷）が見られることから、体が切断されたのは死後のことであると示唆されている。これとは別に、臍から恥骨上の部分にかけて縦に108ミリメートルの長さの大きく開いた裂傷があった。顔の両面についた裂傷は、唇の端から右側へは76ミリメートル、左側へは64ミリメートルにまで延びていた。頭蓋骨は挫傷していなかったが、頭皮の前面と右面に打撲傷が見られ、右側のくも膜下で少量の出血が見られた。これは頭を殴打されたときに生じる負傷と一致する。死因は、顔面の裂傷による出血と、頭や顔への殴打によるショックと断定された。また、肛門管が44ミリメートルのところで拡張されており、強姦された可能性が示唆されている。遺体から精液の存在を調査するための試料が採取されたが、結果は陰性だった。
警察は検死の前からすぐに被害者がショートであると特定できていた。当時の初期のファクシミリであるSoundphotoを使ってワシントンD.C.に指紋の複写を送付したところ、1943年に逮捕されたときの指紋と合致したのである。身元特定の後、すぐにウィリアム・ランドルフ・ハーストが所有するロサンゼルス・イグザミナーの記者たちがボストンにいるショートの母のフィービに接触した。その際、フィービは娘が美人コンテストで勝ったと聞かされた。記者たちはできる限り多くの個人情報を引き出してから、ようやく娘が実際は殺害されたことをフィービに明かした。ロサンゼルス・イグザミナーは、警察の捜査に協力するためにロサンゼルスへ行く場合の航空料金と宿泊費をフィービに提供した。しかし、それもスクープを渡さないようにするためにフィービを警察や他の記者から遠ざけておくための策略だった。ロサンゼルス・イグザミナーとハーストの所有する別の新聞であるロサンゼルス・ヘラルド・エクスプレスは後にこの事件をセンセーショナルに扱った。ロサンゼルス・イグザミナーのある記事では、黒い男仕立てのスーツを着ていたショートが、最後に目撃されたときは「タイトスカートと透けたブラウス」を着ていたと説明された。このメディアにより、ショートには「ブラック・ダリア」というニックネームが与えられ、「ハリウッド大通りを徘徊する女山師」として描写された。別の新聞の報道でも、ロサンゼルス・タイムズが1月17日に出版した記事のように、殺人事件は「色魔による惨殺」であると報道した。

## 捜査

### 初期捜査

#### 手紙と尋問
1947年1月21日、ロサンゼルス・イグザミナーの編集者であるジェームズ・リチャードソン（英: James Richardson）の事務所に、ショート殺害の犯人を称する人物から電話が来た。その人物はロサンゼルス・イグザミナーによるこの事件の報道についてリチャードソンを祝福し、最終的には自首するつもりだが、警察による追及がさらに及ぶ前には自首しないつもりでもあると述べた。さらに、"expect some souvenirs of Beth Short in the mail"（ベス・ショートの形見が郵送されるのを期待しろ）とも発言した。
1月24日、怪しげなマニラ紙の封筒がアメリカ合衆国郵便公社の職員により発見された。封筒は「ロサンゼルス・イグザミナーおよび他のロサンゼルスの新聞社」に宛てられており、文は新聞の切り抜きを切り貼りして作られていた。そのうえ、封筒の前面には大きく"Here is Dahlia's belongings [,] letter to follow"（ダリアの所持品在中、手紙は追って）と書かれていた。封筒の中にはショートの出生証明書、仕事用の名刺、写真、名前の書かれた紙片、表紙にマーク・ハンセン（英: Mark Hansen）という名前が浮き彫りされた住所録が入っていた。封筒はガソリンで慎重に洗浄されており、その様相はショートの遺体と同様だった。これにより、警察は封筒は殺人者が直接送付したものと疑った。しかし、封筒は洗浄こそされていたが、それでも指紋が部分的に数箇所検出され、連邦捜査局 (FBI) に検査のために送付された。しかし、指紋は運搬の過程で薄れており、適切に分析することができなかった。ロサンゼルス・イグザミナーが封筒を受け取った同日、ハンドバッグと黒いスエードの靴がショートの遺体が発見された場所から3.2キロメートル離れた場所である、ノース・アベニューから少し離れた小道のゴミ箱の上で発見されたと報じられた。これらの物品は警察が回収したが、ガソリンで綺麗に拭われており、指紋が残っていなかった。
警察は封筒の中にあった住所録の持ち主であるマーク・ハンセンを被疑者とした。ハンセンは裕福な人物で、地元のナイトクラブや劇場の所有者であり、ハンセンの自宅にショートが友人たちと滞在したことがあった。また、一部の情報源によれば、ハンセンは小道で発見されたハンドバッグと靴が実際にショートのものであることも確認したという。ショートの友人でありルームメイトでもあるアン・トス（英: Ann Toth）は、ショートは最近、ハンセンから関係を迫られたが拒絶していたと証言し、これが殺害の動機になりうるという説を唱えた。しかし、ハンセンは殺害の疑いが晴れた。ロサンゼルス市警察はハンセンだけでなく、その後の数週間で被疑者と見なされた150人以上の男性を尋問した。マンリーは生きているショートを見た最後の人物の一人だったが、彼も捜査の対象となった。しかし、多数のポリグラフによる検査をパスして疑いが晴れた。警察はハンセンの住所録に記載されていた数名の人物も尋問した。その中にはショートの知り合いだったマーティン・ルイス（英: Martin Lewis）も含まれていた。ルイスはショートが殺害された日のアリバイを証明できた。オレゴン州ポートランドに住む義父が腎臓の不調で死の縁にあり、会いに行っていたのである。
ロサンゼルス市警察や他の部局の合計750人の捜査官が初期段階の捜査に取り組んだ。その中には450人の保安官代理や250人のカリフォルニア・ハイウェイ・パトロールの局員も含まれていた。証拠を求めて様々な場所が捜索された。その中にはロサンゼルス中の雨水の排水管や遺棄された建造物、ロサンゼルス川沿岸の様々な場所も含まれる。しかし、捜査では更なる証拠は得られなかった。市議会議員のロイド・G・デーヴィス（英: Lloyd G. Davis）は殺人者につながる情報の褒賞として10,000ドル（2017年現在の109,776ドルに相当）を出すことを広告した。褒賞が出るという告知の後、様々な人物が出頭したが、そのほとんどは警察により嘘として却下された。そのうちの数名は公務執行妨害で起訴された。

#### メディアの反応、捜査の停滞
1月26日、ロサンゼルス・イグザミナーは別の手紙を受け取った。今回の手紙は手書きであり、"Here it is. Turning in Wed., Jan. 29, 10 am. Had my fun at police. Black Dahlia Avenger"（この場所だ。1月29日水曜日午前10時に自首する。警察は楽しかった。ブラック・ダリアの復讐者）という内容だった。手紙は自首する予定の場所も指定されていた。1月29日の朝、警察は手紙に指定されていた場所で犯人が来るのを待ったが、犯人を称する人物は現れなかった。その代わりに、午後1時になるとロサンゼルス・イグザミナーの事務所に別の手紙が送られてきた。そちらは新聞の切り抜きで書かれており、"Have changed my mind. You would not give me a square deal. Dahlia killing was justified."（考えを変えた。俺に公平な処遇をしないつもりだっただろう。ダリア殺しは正当と認められた）という内容だった。
凄惨な犯行とその後にロサンゼルス・イグザミナーに送られた手紙から、ショート殺害事件を取り巻いてメディアは熱狂した。地元やアメリカ中の新聞がこの事件を大きく取り上げた。増刷されたセンセーショナルな報道の多くが、ショートは死ぬ前に4時間もの間拷問を受けていたと報じた。その情報は誤りだったが、警察はショートの真の死因が脳内出血であることを人々に隠すため、そのような報道が横行するのを放置していた。また、ショートの生涯についても報道され、その中にはハンセンが関係を迫ったが断ったとされる話の詳細も報じされていた。また、ショートと知り合いだったストリッパーが、ショートは男たちと付き合っても最後まで相手をしないのが常だったと警察に話した。これにより、一部の記者（特にロサンゼルス・ヘラルド・エクスプレスのベボ・ミーンズ、英: Bevo Means）や刑事たちはショートが同性愛者である可能性を探るようになり、ロサンゼルスのゲイバーの従業員や常連客に尋問を始めた。しかし、同性愛者という説は立証されずに終わっている。ヘラルド・エクスプレスもまた、殺人者を称する人物からいくつかの手紙を受け取っていた。それもまた新聞の切り抜きで作られており、その中の1つは"I will give up on Dahlia killing if I get 10 years. Don't try to find me."（10年たったらダリア殺しに見切りをつけるつもりだ。探そうとするな）と書かれていた。
2月1日、ロサンゼルス・デイリーニューズは、捜査官に追及すべき新しい手掛かりがなく、事件の捜査は越えられない壁に突き当たったと報じた。ロサンゼルス・イグザミナーは殺害事件と捜査の報道を続け、遺体の発見から35日間1面で報道し続けた。ロサンゼルス・イグザミナーのインタビューで主任捜査官のジャック・ドナヒュー（英: Jack Donahue）警部は、ショートの殺害はロサンゼルスの外れの人里離れた建物で行われ、それから遺体が遺棄された場所に運ばれたと考えていると述べた。遺体が精密に切開されていたことから、ロサンゼルス市警察は殺人者が外科医などの医療の知識のある人物である可能性を調査した。1947年2月中旬、ロサンゼルス市警察は、ショートの遺体発見現場の近くにある南カリフォルニア大学医学部に対して令状を執行して捜査を実施し、受講している学生の完全な一覧を要求した。大学は学生の身元を秘匿するという条件で受け入れた。経歴の調査が行われたが、成果は無かった。

### 大陪審とその余波
ショート殺害事件は1947年の春までには新しい手掛かりが乏しくて迷宮入りとなっていた。事件の主任捜査官の一人だったフィニス・ブラウン（英: Finis Brown）巡査部長は、記者が事件の詳細を調査したり、確証のない報道をしたりして、捜査を妨害したということで報道関係者を批判した。1949年9月、大陪審が開かれ、ロサンゼルス市警察の殺人事件捜査班が、過去数年間で数多くの殺人事件、特に女性や子供が殺害された事件を解決できなかったことについて審議された。審議の対象にはショートの事件も含まれていた。大陪審の影響で、ショートの過去についての更なる調査が実施され、刑事たちはマサチューセッツ、カリフォルニア、フロリダ間のショートの行動を追跡し、テキサスやニューオーリンズでショートと知り合っていた人々の尋問も実施した。しかし、この尋問でも捜査に使えそうな情報は得られなかった。

## 被疑者と自白
ショートの殺害は有名になり、それが原因で数年にわたって数多くの人々が出頭していった。その多くは嘘であると考えられた。初期捜査では合計して60回の出頭があった。そのほとんどが男性によるものだった。それ以来、500名以上の人々が犯行を自白してきた。その中にはショート殺害の時点では生まれていない人さえもいた。引退するまでこの事件に取り組んだジョン・P・セント・ジョン（英: John P. St. John）巡査部長は、これほどまで多くの人が自分は殺人者であると名乗り出るのは驚くべきことだと述べた。
2003年、事件を担当した刑事の一人であるラルフ・アスデル（英: Ralph Asdel）はロサンゼルス・タイムズに、ショートを殺したと思しき人物を尋問したことがあると語った。その男性は、1947年1月15日の早朝に、遺体が発見された空地の近くでセダンを駐車しているのを目撃された。その日、近隣住民が刈り取った芝を空地に捨てに車で立ち寄ったときに、駐車されたセダンを見かけた。セダンは右後方のドアが開いており、セダンの運転手が空地の中に立っていたという。運転手は近隣住民が現れたことに驚いていたようで、近隣住民の車に近付き、窓の中を凝視すると、セダンの方へ戻って去っていった。セダンの持ち主は地元の料理店で働いていることまで追跡されたが、最終的には容疑から外れた。
様々な著述家や専門家の間で依然として議論の対象となっている被疑者の中には、ウォルター・ベイリー（英: Walter Bayley）という医師もいる。ベイリーが犯人であるという説は、かつてロサンゼルス・タイムズの原稿整理編集者だったラリー・ハーニッシュ（英: Larry Harnisch）により提案された。伝記作家のドナルド・ウォルフ（英: Donald Wolfe）は、ロサンゼルス・タイムズの経営者であるノーマン・チャンドラー（英: Norman Chandler）がショートを妊娠させ、後に殺害したと主張している。他にも被疑者として、レスリー・ディロン（英: Leslie Dillon）、ジョセフ・A・デュメー（英: Joseph A. Dumais）、アーティ・レーン（英: Artie Lane、またの名をジェフ・コナーズ<英: Jeff Connors>）、マーク・ハンセン、フランシス・E・スウィーニー（英: Francis E. Sweeney）医師、ジョージ・ヒル・ホーデル・ジュニア（英: George Hill Hodel Jr）、ホーデルの友人フレッド・セクストン（英: Fred Sexton）、ジョージ・ノールトン（英: George Knowlton）、ロバート・M・"レッド"・マンリー、パトリック・S・オライリー（英: Patrick S. O'Reilly）、ジャック・アンダーソン・ウィルソン（英: Jack Anderson Wilson、またの名をアーノルド・スミス<英: Arnold Smith>）が挙げられている。
警察はジョージ・ヒル・ホーデル・ジュニアを被疑者と考えたことがあったが、正式に告発することはなかった。ホーデルの死後、その息子がホーデルを告発したことで注目を集めた。ホーデルの息子のスティーヴ・ホーデル（英: Steve Hodel）はロサンゼルスで殺人事件を担当する刑事であり、父はショートの他にも数名を殺害したと主張した。ブラック・ダリア事件の前にも、ホーデルは自身の秘書のルース・スポールディング（英: Ruth Spaulding）を殺害した容疑で疑われていたが、告発されなかった。しかし、自身の娘のテーマー（英: Tamar）を強姦した容疑で告発されたことはあり、その犯行は認めていた。ホーデルは数回アメリカから逃亡していたことがあり、1950年から1990年はフィリピンに住んでいた。

## 事件の仮説と関係する可能性のある犯罪

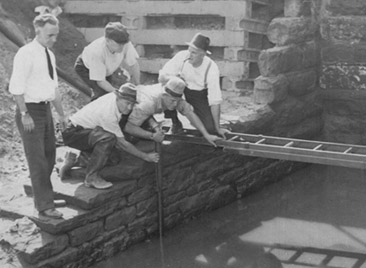
警察が1936年のクリーブランド胴体殺人事件の被害者の遺体を捜索している。一部の記者や警察はこの事件とショート殺害事件は関係があると推測していた。

数名の犯罪著述家やクリーブランドの刑事のピーター・メリロ（英: Peter Merylo）は、ショート殺害事件とクリーブランド胴体殺人事件との間に関係性があると疑っている。クリーブランド胴体殺人事件は1934年から1938年にかけてオハイオ州クリーブランドで発生した。当時のロサンゼルス市警察の捜査官たちはショート殺害事件の前後に発生した別の殺人事件の捜査の一環で、1947年にクリーブランド胴体殺人事件について調べている。しかし、後にこの2つの事件の関連性は否定された。1980年に、かつてクリーブランド胴体殺人事件の被疑者だったジャック・アンダーソン・ウィルソンと関係する新しい証拠について、セント・ジョン刑事がショート殺害との関連性を調査した。セント・ジョンはウィルソンをショート殺害で立件できるところまであと少しのところだったと主張しているが、ウィルソンは1982年2月4日に火事で死亡した。ショート殺害がクリーブランド胴体殺人事件と関係がある可能性は新たにメディアの注目を集め、1992年にNBCのテレビシリーズUnsolved Mysteriesで紹介された。番組中で、エリオット・ネスの伝記を書いたオスカー・フレイリー（英: Oscar Fraley）は、ネスは両方の殺人事件の犯人である人物の正体を知っていたとする説を出した。
1947年2月10日にロサンゼルスで発生したジェーン・フレンチ（英: Jeanne French）殺害事件も、メディアや刑事たちはショート殺害事件と結びつけて考えていた可能性がある。フレンチの遺体はロサンゼルス西部のグランド・ビュー大通りで発見された。遺体は裸にされ、ひどく殴打されていた。遺体の腹部には口紅で"Fuck You B.D."（日: くたばれB.D.）と読める文字が書かれており、その下には"TEX"と書かれていた。ロサンゼルス・ヘラルド・エクスプレスはこの事件を大きく取り上げ、その少し前に起きていたショート殺害事件と比較し、"B.D."という頭文字が「ブラック・ダリア」を表していると推測した。しかし、歴史家のジョン・ルイス（英: Jon Lewis）によれば、その口紅の落書きは実際には"P.D."と書かれており、表向きには"police department"（日: 警察）を表しているという。
スティーヴ・ホーデル（ジョージ・ホーデルの息子）やウィリアム・ラスムセン（英: William Rasmussen）などの犯罪著述家は、ショート殺害事件と1946年にイリノイ州シカゴで発生した殺人事件に関連性があるという説を出している。この事件では、6歳のスザンヌ・デグナン（英: Suzanne Degnan）が殺害され、遺体はばらばらに切断された。ロサンゼルス市警察のドナヒュー警部は、ブラック・ダリア事件はこの事件と関係している可能性があると考えていると公言した。この説の根拠の一つが、ショートの遺体が発見されたノートン・アベニューはデグナン大通りの3ブロック西にあり、そのデグナンという言葉が被害者の少女の姓と同じであるというものである。デグナンの身代金を要求するメモに書かれた手書きの文字と、ショート殺害犯を称する人物が送った"Black Dahlia Avenger"の手紙の文字に顕著な類似性が見られるという根拠もある。どちらの文章でも大文字と小文字が入り混じって使われていた。デグナンの身代金要求のメモの一部は"BuRN This FoR heR SAfTY" 〔ママ〕と書かれていた。また、どちらでもPの文字が似たように不恰好に書かれており、ある単語は正確に一致した。デグナンの事件については、連続殺人犯ウィリアム・ヘイレンズ（英: William Heirens）がデグナン殺害で有罪となり終身刑に服している。ヘイレンズは最初、デグナンの家の近くの住居に侵入した容疑で17歳で逮捕された。ヘイレンズは警察から拷問されて自白を強要され、殺人犯に仕立て上げられたと主張していた。2012年2月26日に健康上の問題でディクソン刑務所の診療所からイリノイ大学病院へ搬送され、2012年3月5日にその病院で83歳で死亡した。
また、スティーヴ・ホーデルは自分の父のジョージ・ホーデルがショート殺害犯であると考えている。状況証拠として、父が外科医としての訓練を受けていたことを挙げている。2003年に、1949年の大陪審の報告からの記録で、捜査官がホーデルの家を盗聴し、正体不明の訪問者と次のような会話をしていたという記録を得ていたことが判明している。"Supposin' I did kill the Black Dahlia. They couldn't prove it now. They can't talk to my secretary because she's dead."（もし自分がブラック・ダリアを殺したとしよう。連中にはもう証明できなかった。自分の秘書とは話せない。あいつは死んだからな）
1991年、ショート殺害事件当時は10歳だったジャニス・ノールトン（英: Janice Knowlton）が、自分の父のジョージ・ノールトンがショートを殺害したのを目撃したと主張した。ウェストミンスターにあるノールトン宅の離れのガレージで、父がショートを釘抜き付き金槌で撲殺したという。ノールトンは1995年にDaddy was the Black Dahlia Killerという題名の書籍を出版し、著書の中で父が自分に性的虐待を加えていたとも主張した。2004年にノールトンの義理の姉妹のジョレン・エマーソン（英: Jolane Emerson）は、ノールトンの著書を「ゴミ」と評し、ノールトンはそのように信じているが、16年間ジョージと暮らした自分には偽りであると分かると述べた。また、セント・ジョン刑事はロサンゼルス・タイムズに、ノールトンの主張は事件の実情と一致していないと語った。
ジョン・ギルモア（英: John Gilmore）は1994年の著書Severed: The True Story of the Black Dahlia Murder（日: 切断―ブラック・ダリア殺人事件の真実）で、ショート殺害事件とジョーゼット・バウアードルフ（英: Georgette Bauerdorf）殺害事件との間に関連性があるという説を唱えた。ギルモアは、ショートはハリウッド酒保で雇われていたが、バウアードルフもそこでホステスとして働いており、2人の間で繋がりがあった可能性があると述べた。しかし、ショートがハリウッド酒保で働いていたことがあるという説については、かつてロサンゼルス・タイムズに在籍したラリー・ハーニッシュなどから反論されている。
ピウ・イートウェル（英: Piu Eatwell）は2017年の著書Black Dahlia, Red Roseで、レスリー・ディロンに焦点を当てている。ディロンはベルボーイで、以前は葬儀店の助手だった。ディロンはマーク・ハンセンやジェフ・コナーズ、事件の主任捜査官だったフィニス・ブラウン巡査部長と交友関係があった。ブラウンはハンセンとの繋がりがあり、不正を働いたのではないかと言われている。イートウェルは、この4人がホテル強盗の計画に関与していることについて深く知りすぎたために殺害されたと推測している。さらに、ショートはロサンゼルスのアスター・モーテルで殺害されたという説を唱えている。ショートの遺体が発見された朝、モーテルの所有者たちは、モーテルの部屋の1つに血や糞便が散らばっていたと報告した。1949年にロサンゼルス・イグザミナーは、ロサンゼルス市警察のウィリアム・A・ウォートン (英: WIlliam A. Worton) 署長はフラワー・ストリート・（アスター）・モーテルの件とショート殺害との関係性を否定したと報じた。しかし、ライバルのロサンゼルス・ヘラルドは殺害はそこで起きたと主張した。
2000年、ロングビーチ警察の元刑事のバズ・ウィリアムズ（英: Buz Williams）は、ロングビーチ警察の回報The Rap Sheetでショート殺害についての記事を執筆した。ウィリアムズの父のリチャード・F・ウィリアムズ（英: Richard F. Williams）とその友人のコン・ケラー（英: Con Keller）は、どちらもロサンゼルスのギャング捜査班の一員であり、ショート殺害の捜査を行っていた。ウィリアムズの父は、ディロンが殺人者であり、ディロンがオクラホマの自宅に戻ったとき、元妻のジョージア・スティーヴンソン（英: Georgia Stevenson）はイリノイ州知事のアドレー・スティーヴンソン2世のまたいとこで、アドレーがオクラホマ州知事に連絡をとったため、ディロンはカリフォルニアへの犯罪者引渡しを回避することができたと考えていた。ケラーはハンセンが犯人と考えていた。ハンセンはスウェーデンの外科学校で勉強していたことがあり、ロサンゼルス市警察の著名人が出席した手の込んだパーティを開いていたためである。ウィリアムズの記事によると、ディロンは300万ドルの賠償を求めてロサンゼルス市警察を訴えたが、その訴訟は後に撤回されたという。ハーニッシュはこの説に反論し、ディロンは警察の徹底的な捜査により容疑が晴れており、地方検事の記録でもショート殺害時にはサンフランシスコにいたことが確認されていると主張した。また、ロサンゼルス市警察は隠蔽工作を行っておらず、ディロンは実際はロサンゼルス市から金銭による示談を受けていたとも主張した。

## 噂とその反論
ショートの生涯とその死については人々の間で議論されていることが数多くある。大衆や報道機関のショート殺害事件解明に携わりたいという熱意が、捜査をひどく複雑にし、事件についての複雑な、そしてときには矛盾した説話が生み出される一因となったと評されている。ポートランド・トリビューンのアン・マリー・ディステファノ（英: Anne Marie DiStefano）によれば、ショート殺害にまつわる根拠のない話が数多く数年間にわたって流布されてきたとという。ディステファノは、ショートの事件は時間の経過で忘れ去られず、それどころか、売春婦だった、性交が嫌いだった、妊娠していた、同性愛者だったというように、ブラック・ダリアの伝説は徐々に複雑になっていったと語った。ハーニッシュは、ショートやその死にまつわる真実と思われている噂や俗説のいくつかに対して反論しており、ギルモアの著書Severedの信憑性についても「25%は誤り、50%は創作」と評している。ハーニッシュは地方検事の記録についても調査している。ハーニッシュによれば、スティーヴ・ホーデルは自分の父についての調査で地方検事の記録の一部を調べており、ロサンゼルス・タイムズのコラムニストのスティーヴ・ロペス（英: Steve Lopez）も同じ文献で調査しているという。この記録によれば、イートウェルの説とは反対に、ディロンは徹底的に捜査されており、ショートが殺害されたときはサンフランシスコにいたことが確認されているという。ハーニッシュは、イートウェルはその記録の存在を知らなかったか、敢えてその内容を無視したのだろうと推測した。

### 殺害までの経緯と遺体の状態について
ショートと知り合いではなかった数多くの人々が、警察や新聞社に接触し、いわゆる「ミッシング・ウィーク」（英: missing week）にショートを目撃したと主張した。「ミッシング・ウィーク」とは、ショートが失踪した1月9日から遺体が発見された1月15日の間の期間のことである。警察や地方検事局の捜査官たちは目撃したという主張を全て退けた。一部の事例では別の女性がショートと勘違いされていた。ショートがミッシング・ウィークの間にどこにいたかは不明である。
ショートの遺体が発見されてから、ロサンゼルスの新聞の数多くで、ショートは拷問されて死に至ったと主張された。この説は当時の警察により否認されていたが、ショートの実際の死因を人々に知られないようにするため、敢えて報道を放置した。オリバー・サイリアックス (英: Oliver Cyriax) の1993年の著書Crime: An Encyclopediaのような一部の情報源では、ショートの遺体には生きているときに付けられたタバコの火傷が数多く見られたと書かれているが、公式の検死の報告にはそのような記述は存在しない。
ギルモアの著書Severedには、ショートの検死を行った検視官が、胃の内容物の調査結果を見るに、ショートは大便を食べさせられたようだと語ったと書かれている。しかし、この説はハーニッシュにより否定されている。公式の検死の記録にも書かれていない。それでも、いくつかの出版物やインターネット・メディアでこの話が転載されている。

### 「ブラック・ダリア」というニックネームについて

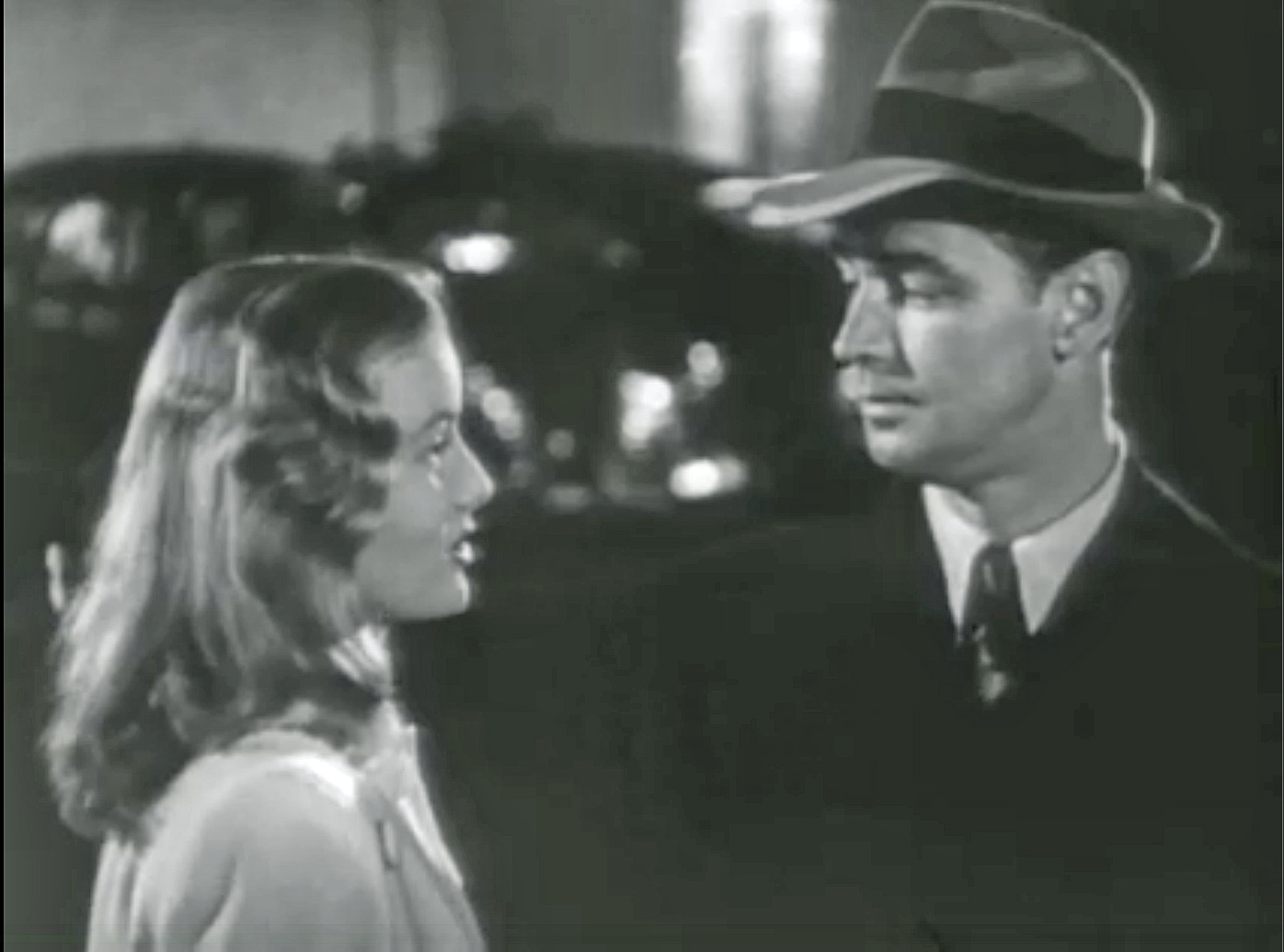
一部の情報源によれば、『ブラック・ダリア』という名前は1946年のフィルム・ノワールThe Blue Dahlia（邦題：『青い戦慄』）に由来するという。写真の出典:

ショート殺害から間もない頃に出版された新聞の報道によると、ショートは1946年中頃にロングビーチの薬局の従業員や常連客から「ブラック・ダリア」と呼ばれており、その名前は1946年の映画The Blue Dahlia（邦題：『青い戦慄』）をもじったものであるという。また、人々の間で信じられている噂に、ショートが自分の髪にダリアを飾ったことから、メディアが「ブラック・ダリア」という名前を付けたというものがある。FBIの公式ウェブサイトによると、「ショートは透けた黒い服を好んだという噂がある」という報道から、ニックネームに「ブラック」と付いているという。
しかし、地方検事局の捜査官の報告によると、「ブラック・ダリア」というニックネームは事件を報道していた新聞記者が創作したものだという。薬局にいたショートの知り合いとインタビューしたロサンゼルス・ヘラルド・エクスプレスの記者のベボ・ミーンズが、「ブラック・ダリア」というニックネームを最初に使用した人物であるという。しかし、記者のアンダーウッドやジャック・スミス (英: Jack Smith) もニックネームの創作者として名前が挙がっている。ショートは生きていたときからその名前で通っていたと主張する情報源もあるが、別の情報源がそれに反論している。ギルモアとハーニッシュの両名が、このニックネームはショートが生きていたときからそのように呼ばれており、報道による創作ではないという点では同じ主張をしている。ハーニッシュは、ショートが頻繁に通っていたロングビーチの薬局で、従業員からそのニックネームで呼ばれていたと述べている。ギルモアは著書Severedで、薬局の店主としてA・L・ランダーズ（英: A.L. Landers）の名前を挙げているが、薬局の名前は出していない。「ブラック・ダリア」という名前が流布される以前、ロサンゼルス・ヘラルド・エクスプレスは事件の残酷さから、ショート殺害事件を"Werewolf Murder"（日: 狼人間殺人）と呼称していた。

### 売春や性の経歴について
多くの犯罪について扱う書籍で、ショートは1940年代中頃にロサンゼルスに住んでいた、もしくは何度も来ていたと書かれており、ギルモアの著書Severedも含め、ショートはハリウッド酒保で働いていたと主張されている。この説はハーニッシュにより反論されており、ショートは実際は1945年にハリウッド酒保が閉店した後になって初めてロサンゼルスに住むようになったという。ショートの知り合いの一部や数名の著述家、記者は、ショートはロサンゼルスにいたときに売春婦やコールガールだったと述べている。ハーニッシュによると、当時の大陪審により、ショートが売春婦だったことがあることを示す現存する証拠は存在していないことが証明されたという。また、ショートが売春婦だったという噂は、一部がこの事件を元にしているジョン・グレゴリー・ダン（英: John Gregory Dunne）の1977年の小説True Confessionsに由来するとも主張している。
広く流布している別の噂で、ときにはショートが売春婦だったという噂の反証にもされているものに、ショートは生まれつきの欠陥で性器が発育不全 (いわゆる「小児生殖器」) であり、そのために性行為をする能力がなかったというものがある。ロサンゼルス郡地方検事の記録によると、捜査官が3人の男性に対してショートと性交したか質問しており、その中には被疑者と見なされていたシカゴの警察官も含まれている。FBIの記録にも、ショートの恋人と称する人物による発言が含まれている。ショートの検死記録は、マイケル・ニュートン (英: Michael Newton) の2009年の著書The Encyclopedia of Unsolved Crimesに全文が転載されており、そこにはショートの子宮は「小さい」と書かれている。しかし、ショートの生殖器が通常とは解剖学的に異なる部分が他にあるという記述は存在しない。検死記録には、ショートは妊娠したことがないとも書かれており、ショートの生前や死後に語られていた話と反している。
ショートは同性愛者だったという噂もよく流布された。グリモアによれば、この噂は代理検視官がロサンゼルス・ヘラルド・エクスプレスのベボ・ミーンズに、ショートは性器が小さいため男性と性交していなかったと語った後に広まったという。ミーンズはこの話をショートは女性と性交すると解釈し、ミーンズと記者のシド・ヒューズ（英: Sid Hughes）の両名は更なる情報を求めてロサンゼルスのゲイバーを調査し始めたが、成果は無かったという。

## 事件のその後から現在まで

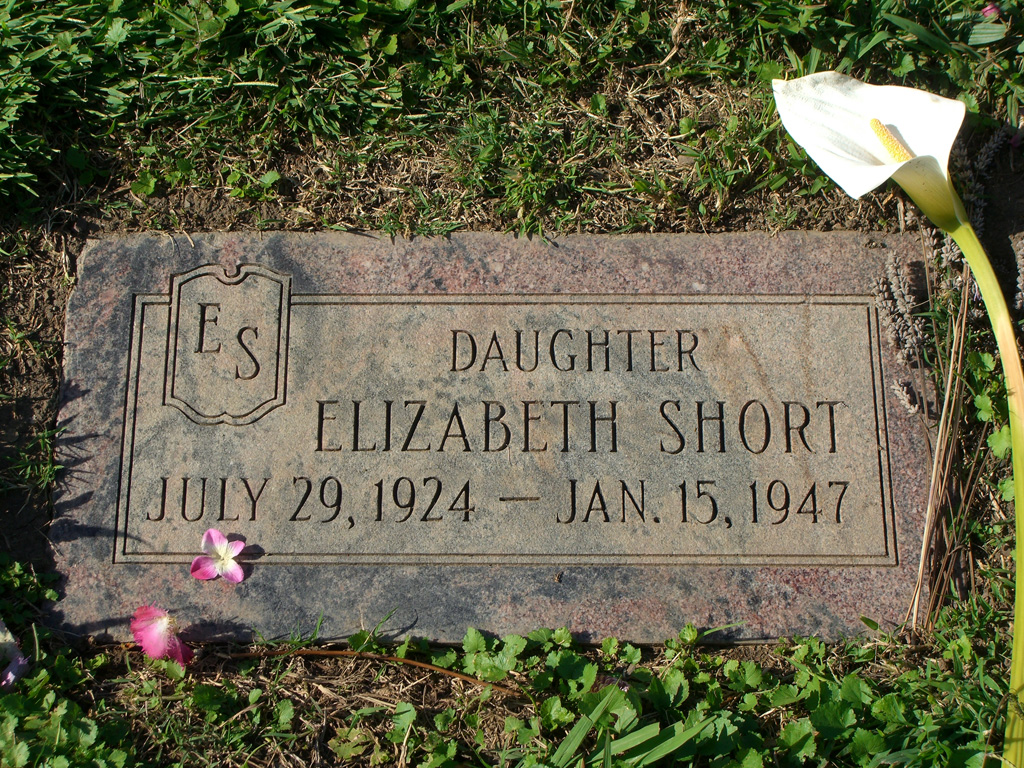
カリフォルニア州オークランドにあるショートの墓

ショートはカリフォルニア州オークランドのマウンテン・ビュー共同墓地に埋葬されている。ショートの妹たちが成長して結婚した後、ショートの母のフィーべは娘の墓の近くで暮らすためにオークランドへ転居した。その後、1970年代に東海岸へ戻り、その地で90代まで生きた。1947年2月2日、ショートが殺害されてからちょうど2週間後、共和党の州議会議員のC・ドン・フィールド（英: C. Don Field）はこの事件を受けて性犯罪者登録の作成を求める議案を提出した。カリフォルニア州は性犯罪者の登録を義務付けた最初のアメリカの州となった。
ショート殺害事件はアメリカの歴史上、最も残忍な犯罪と評されている。タイム誌は世界で最も有名な未解決事件の一つとしてこの事件を挙げている。
ショートの生涯と死は、フィクションやノンフィクションに関わらず数多くの書籍や映画が元としている。ショートの死を元とした最も有名なフィクションの一つが、ジェームズ・エルロイの1987年の小説『ブラック・ダリア』である。文化評論家のデヴィッド・M・ファイン（英: David M. Fine）によると、この小説は殺人事件だけでなく、戦後のロサンゼルスの政治や犯罪、汚職、パラノイアというより幅広い分野を探る内容になっているという。このエルロイの小説はブライアン・デ・パルマ監督により2006年に同名の映画に翻案された。エルロイの小説と翻案された映画はどちらも、事件の実情とはほとんど関係がない。また、1975年のテレビ映画Who Is the Black Dahlia?ではルーシー・アーナズがショートを演じている。テレビシリーズ『アメリカン・ホラー・ストーリー』ではミーナ・スヴァーリがショートを演じており、2011年のエピソード"Spooky Little Girl"（日: 双子の真実）と2018年のエピソード"Return to Murder House"に登場する。
他にも、イギリスのテレビドラマ『犯罪捜査官 アナ・トラヴィス』の2010年に放送されたエピソードはこの事件を元にしている。日本のロックミュージシャンのyasuがAcid Black Cherryという企画で制作した2009年のアルバム『Q.E.D.』もこの事件を題材としている。Rockstar Gamesから2011年に発売されたコンピュータゲーム『L.A.ノワール』では作中でこの事件を扱う場面がある。アメリカのデスメタルバンド「ザ・ブラック・ダリア・マーダー」のバンド名はこの事件に由来する。

## 引用文献
- Badal, James Jessen (2001). In the Wake of the Butcher: Cleveland's Torso Murders. Kent State University Press. ISBN 978-0-873-38689-0
- Chancellor, Arthur S.; Graham, Grant D. (2016). Crime Scene Staging: Investigating Suspect Misdirection of the Crime Scene. Charles C. Thomas. ISBN 978-0-398-09139-2
- Cyriax, Oliver (1993). Crime: An Encyclopedia. Andre Deutsch. ISBN 978-0-233-98821-4
- Fine, David M. (2004). Imagining Los Angeles: A City in Fiction. University of Nevada Press. ISBN 0-87417-603-4
- Gibson, Dirk Cameron (2004). Clues from Killers: Serial Murder and Crime Scene Messages. Greenwood. ISBN 978-0-275-98360-4
- Gilmore, John (2006) [1994]. Severed: The True Story of the Black Dahlia Murder (Second ed.). Los Angeles: Amok Books. ISBN 978-1-878-92310-3
- Hare, William (2004). L.A. Noir: Nine Dark Visions of the City of Angels. McFarland. ISBN 978-0-786-41801-5
- Haugen, Brenda (2010). The Black Dahlia: Shattered Dreams. Capstone Publishers. ISBN 978-0-7565-4358-7
- Hodel, Steve (2003). Black Dahlia Avenger: A Genius for Murder. New York: Arcade Publishing. ISBN 1-55970-664-3
- Hodel, Steve; Pezzullo, Ralph (2009). Most Evil: Avenger, Zodiac, and the Further Serial Murders of Dr. George Hill Hodel. Penguin. ISBN 978-1-101-14035-2
- Katz, Hélèna (2010). Cold Cases: Famous Unsolved Mysteries, Crimes, and Disappearances in America. ABC-CLIO. ISBN 978-0-313-37692-4
- Knowlton, Janice; Newton, Michael (1995). Daddy Was the Black Dahlia Killer. New York: Simon and Schuster. ISBN 0-671-88084-5
- Lewis, Jon (2017). Hard-Boiled Hollywood: Crime and Punishment in Postwar Los Angeles. University of California Press. ISBN 978-0-520-28432-6
- Mancall, Jim (2013). James Ellroy: A Companion to the Mystery Fiction. McFarland. ISBN 978-0-786-433070
- Mayo, Mike (2008). American Murder: Criminals, Crimes, and the Media. Visible Ink Press. ISBN 1-57859-256-9
- Nelson, Mark; Bayliss, Sarah Hudson (2006). Exquisite Corpse: Surrealism and the Black Dahlia Murder. New York: Bulfinch Press. ISBN 0-8212-5819-2
- Newton, Michael (2009). The Encyclopedia of Unsolved Crimes. Infobase Publishing. ISBN 978-1-438-11914-4
- Nickel, Steve (2001). Torso: The Story of Eliot Ness and the Search for a Psychopathic Killer. John F. Blair. ISBN 978-0-895-87246-3
- Rasmussen, William T. (2005). Corroborating Evidence: The Black Dahlia Murder. Santa Fe, NM: Sunstone Press. ISBN 0-86534-536-8
- Reppetto, Thomas A. (2013). American Police, A History: 1945–2012: The Blue Parade. II. Enigma Books. ISBN 978-1-936274-44-4
- Scott, Gini Graham (2007). American Murder: Homicide in the Early 20th Century. Greenwood. ISBN 0-275-99977-7
- Scott, Cathy (2017). The Crime Book. DK. Penguin. ISBN 978-1-465-46667-9
- U.S. Federal Bureau of Investigation (2008). The FBI: A Centennial History, 1908–2008. Government Printing Office. ISBN 978-0-160-80954-5
- Wilkes, Roger (2006). Giant Book of Unsolved Crimes (Revised ed.). Magpie Books. ISBN 978-1-845-29205-8